# The northern flora
The northern flora (abreviado North. Fl.) es un libro con ilustraciones y descripciones botánicas que fue escrito por el botánico Alexander Murray (1798-1838). Fue publicado en 1836 con el nombre de The northern flora; or, a description of the wild plants belonging to the north and east of Scotland with an account of their places of growth and properties.